# Hans Bornhäuser
Hans Bornhäuser (* 21. Februar 1908 in Uiffingen; † 18. August 1996 in Freiburg im Breisgau) war ein deutscher evangelischer Pfarrer und Theologe.

## Leben
Bornhäuser wuchs in Freiburg auf, wo sein Vater Wilhelm Bornhäuser im Jahre 1911 zum Leiter des Evangelischen Stifts ernannt worden war. Er studierte in Marburg, Bethel, Tübingen und Erlangen Evangelische Theologie. In Tübingen wurde er im Jahre 1933 mit einer Arbeit über den Mischnatraktat zum Laubhüttenfest promoviert. Als Student trat er, wie schon sein Vater, der christlichen Studentenverbindung Wingolf bei. Er wurde zunächst Mitglied des Marburger Wingolf, später des Tübinger Wingolf. Im Jahre 1928 wurde er Stifter der Wingolfsverbindung Nibelungen zu Tübingen. Später würde er auch noch Mitglied des Freiburger Wingolf, dem er zeitlebens eng verbunden blieb.
Nach dem Vikariat in Ettlingen wurde er 1934 Religionslehrer in
Mannheim. 1935 wurde er Pfarrer in Maulburg. Er trat der Bekennenden Kirche bei und hatte zunehmende Schwierigkeiten mit der NSDAP, von der er sich in seinen Predigten deutlich distanzierte. Gleichwohl erklärte er in späteren Jahren: „Geschwiegen habe ich nicht, aber es bedrückt mich noch heute manchmal, dass ich nicht gewagt habe, so deutlich zu reden, wie Paul Schneider und andere Amtsbrüder, die dafür ins KZ gekommen sind.“
Am Krieg nahm er zunächst als Kraftfahrer am Frankreichfeldzug teil, um dann von 1941 bis 1945 als Kriegspfarrer im Nordabschnitt der Ostfront zu dienen. Anschließend gelangte er bis zum Jahre 1949 in sowjetische Kriegsgefangenschaft. Nach eigener Aussage waren Krieg und Gefangenschaft wichtige Vorbereitung für sein späteres Amt als Prälat.
Nach der Rückkehr aus der Kriegsgefangenschaft übernahm er 1950 eine Pfarrstelle in Schopfheim. 1954 wurde er Kreisdekan des Kirchenkreises Südbaden  der Evangelischen Landeskirche in Baden mit Sitz in Freiburg (ab 1956 mit der Amtsbezeichnung Prälat). In dieser Eigenschaft erlangte er sehr großes Ansehen. Unter anderem unterstützte er die von den örtlichen Pfarrern am Kaiserstuhl mitgetragenen Proteste gegen das Kernkraftwerk Wyhl. Intensiv bemühte er sich um ein neues Verhältnis zum Judentum und ein neues Verständnis der biblischen Verheißung für Israel. Bis in sein hohes Alter war er um die kritische Aufarbeitung des Verhaltens der evangelischen Kirche im Nationalsozialismus bemüht.
Bornhäuser gehörte zum Kreis der Sprecher der ARD-Sendung Das Wort zum Sonntag.

## Familie
Bornhäuser war zweimal verheiratet: ab 1935 mit Elisabeth Charlotte Reinert, nach deren Tod 1984 mit Ilse Haag geb. Freud. Aus der ersten Ehe gingen zwei Kinder hervor: Christoph (* 1938) und Eva (* 1940).

## Schriften
- (Mišnā / hebr. u. dt.) : Die Mischna / Seder 2. Moe͏̈d / Traktat 6. Sukka (Laubhüttenfest) 1935
- Neue Calwer Predigthilfen / Jg. 2. / Bd. B. Exaudi bis Ende des Kirchenjahres 1980
- Neue Calwer Predigthilfen / Jg. 4. / Bd. A. Advent bis Himmelfahrt 1981
- (Tôseftâ) Die Tosefta / Seder 2. Moe͏̈d / 3. Sukka – Jom tob – Rosch Ha-Schana / Übers. und Erkl.